# Филд, Джон
Джон Филд, Фильд (англ. John Field, 26 июля 1782, Дублин — 11 (23) января 1837, Москва) — британский и русский композитор ирландского происхождения, основоположник ноктюрна. Славился как пианист-виртуоз и как авторитетный педагог. Большую часть жизни провёл в России.

## Биография
Джон Филд (Фильд) родился в семье ирландских протестантов в Дублине в 1782 году. Семья Джона была музыкальной (отец был скрипачом, дед — органистом), поэтому музыкальный талант мальчика был рано замечен. Юный Филд обучался основам музыки под руководством отца и деда, а позже стал учеником жившего в Дублине итальянского маэстро Томмазо Джордани. Он выступил с первым концертом в Дублине в возрасте девяти лет, 24 марта 1792 года.
В следующем году семья переехала в Лондон, где Джон Филд стал обучаться музыке у Муцио Клементи. Помимо обучения, Филд работал продавцом-демонстратором в фортепианной мастерской Клементи.
В феврале 1799 года Джон Филд успешно концертировал в лондонском Королевском театре. В 1802 году Клементи организовал для Филда европейское турне. Филд выступил в Париже, затем — в Вене. В 1803 году Клементи и Филд прибыли в Санкт-Петербург. Находясь в Вене, Филд брал уроки игры на фортепиано у И. Альбрехтсбергера.
В 1804 году Филд дебютировал в Санкт-Петербурге в доме князя Голицына. Вскоре он завоевал славу лучшего пианиста и педагога в Петербурге. После концертов в Санкт-Петербурге, прошедших с большим успехом, Филд решил не возвращаться на родину. В России он стал популярным исполнителем и композитором: с 1804 года он регулярно выступал с концертами в Санкт-Петербургской филармонии, гастролировал в других городах империи. У Филда было много учеников, в частности, А. И. Дюбюк (с которым Филд, учитывая его особую одарённость, занимался бесплатно), М. И. Глинка, А. Н. Верстовский, А. И. Виллуан, А. Л. Гурилев, Н. П. Девитте, А. Контский, М. И. Бернард, Шарль (Карл) Майер, а также много богатых любителей музыки.
Вот как Глинка впоследствии вспоминал о своём учителе:

Хотя мне и не посчастливилось слышать его игру слишком часто, я отчетливо помню его энергичное и в то же время утончённое и чёткое исполнение. Мне казалось, что он даже не нажимал на клавиши, его пальцы просто падали на них подобно каплям дождя, скользили как жемчужины по вельвету. Ни я и никто из истинных почитателей музыкального искусства не может согласиться с Листом, который однажды сказал, что Филд играл вяло. Нет. Игра Филда всегда была смелой, беспорядочной и разнообразной, он никогда не уродовал искусство подобно шарлатану, как это зачастую делают очень популярные пианисты.

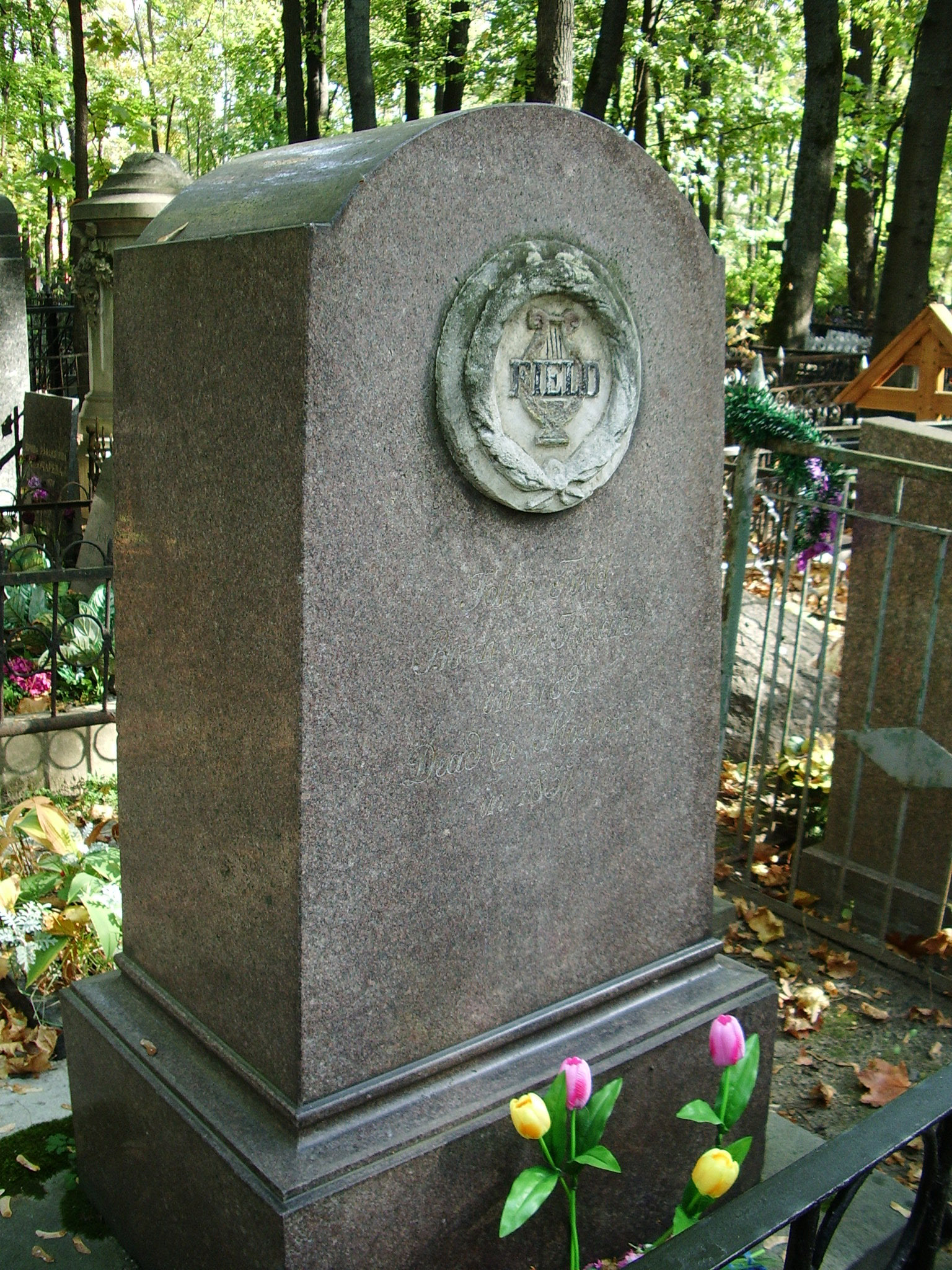
Могила Джона Филда на Введенском кладбище (Москва)

В процессе обучения Филд огромное значение придавал звукоизвлечению, пальцевой технике. Являясь прямым продолжателем клавирной школы Баха и Моцарта, Филд не принимал мощную игру Листа. Отрицательно он относился и к творчеству Бетховена. Манера исполнения Филда отличалась сдержанностью, вниманием к мельчайшим оттенкам, к каждой ноте. Наиболее плодотворным периодом творчества Филда был промежуток между 1815 и 1819 годами. С 1822 года Филд жил в Москве, вращаясь в среде московской музыкальной богемы; здесь его звали «Иваном Романовичем». Филд был частым гостем в модных в то время литературно-художественных салонах.
В 1832—1835 годах Джон Филд совершил большое турне по Европе. Он выступал в Лондоне, Париже, Брюсселе, Лионе, Милане и других городах. В то же время его здоровье стало ухудшаться. В 1835 году больной композитор вернулся в Москву. Болезнь композитор переносил стоически и продолжал выступать.
Джон Филд умер 11 (23) января 1837 года, был похоронен (15 [27] января) на Введенском кладбище (6 уч.).

## Семья
- Жена с 1810 года — Аделаида Першерон (Першерон де Муши Аделаида Иоанна Виктория) (ум. 1869), московская ученица Филда, пианистка.
  - Сын — Адриан Фильд (1819 — между 1851 и 1869), пианист.
- Любовница — петербургская певица Шарпантье.
  - Сын — Лев (Леон) Леонов (1813—1872), оперный певец (тенор).
    - Внук — Александр Львович Шарпантье (1849–1911), оперный певец. Его жена — балерина Лидия Николаевна Гейтен (1857—1920).
      - Правнучка — Елизавета Александровна Шарпантье (1881—1950), балерина, танцовщица Большого театра. Её муж – Александр Борисович Хессин.
      - Правнучка — Ольга Александровна Шарпантье, балерина.

## Творчество
Джон Филд был создателем ноктюрна в нынешнем смысле этого слова. Если в XVIII — начале XIX веков ноктюрнами называли близкое к кассации и инструментальной серенаде музыкальное произведение для духовых инструментов, то именно Джон Филд создал ноктюрн как жанр фортепианной музыки. Первые написанные ноктюрны принесли Филду огромную популярность. В течение нескольких десятилетий ноктюрны Филда, как и его фортепианные концерты, были любимыми произведениями русских музыкантов и публики.
Кроме большого количества фортепианных пьес, в число которых входят 18 ноктюрнов, «Камаринская», несколько сонат, вариации, фантазии, рондо и фуги, Филд написал семь концертов для фортепиано с оркестром.
Современникам Джон Филд был прежде всего известен как пианист-виртуоз. Так его воспринимали довольно долго (например, в ЭСБЕ Филд упоминается как «знаменитый пианист, ученик Клементи»). Как композитор Филд был оценен лишь во второй половине XX века. Сейчас его ноктюрны и другие фортепианные сочинения входят в репертуар многих пианистов (например, А. Штайера).
Музыка Джона Филда использована в фильме Михаила Локшина «Серебряные коньки» (2020).